# 吹麻滩镇
吹麻滩镇，是中华人民共和国甘肃省临夏回族自治州积石山保安族东乡族撒拉族自治县下辖的一个乡镇级行政单位。

## 行政区划
吹麻滩镇下辖以下地区：
滨河社区、广场社区、团结社区、林坪村、方家村、前庄村、后沟村、石家坟村、前岭村和后阳洼村。